# Sébastien Descons

a Compétitions nationales et continentales officielles uniquement.

Dernière mise à jour le 15 mars 2019.
Sébastien Descons, né à Saverdun (Ariège), le 13 mai 1983, est un joueur français de rugby à XV évoluant au poste de demi de mêlée.

## Biographie
Il est devenu co-entraîneur à partir de la saison 2018-19 de l'UA Saverdun qui est aussi son club formateur et sa ville de naissance où il s'est marié en 2015.

## Clubs successifs
- 1987-2002 : UA Saverdun (Fédérale 2)
- 2002-2006 : USA Perpignan (Top 14)
- 2006-2011 : Section paloise (Pro D2)
- 2011-Janvier 2013 : Racing Métro 92 (Top 14)
- Janvier 2013-2017 : USA Perpignan (Top 14 puis Pro D2)

## Palmarès
- Champion de France espoir 2005 avec l'USA Perpignan